# غوتس شبيلمان
غوتس شبيلمان (بالألمانية: Götz Spielmann) (و. 1961  م) هو مخرج أفلام، وكاتب سيناريو نمساوي، ولد في فيلز.

## التعليم
تعلم في جامعة الموسيقى والفنون التعبيرية في فيينا.

## جوائز
حصل على جوائز منها:
- رومي  [لغات أخرى]‏.

## وصلات خارجية
- غوتس شبيلمان على موقع IMDb (الإنجليزية)
- غوتس شبيلمان على موقع مونزينجر (الألمانية)
- غوتس شبيلمان على موقع ألو سيني (الفرنسية)
- غوتس شبيلمان على موقع أول موفي (الإنجليزية)
- غوتس شبيلمان على موقع قاعدة بيانات الفيلم (الإنجليزية)
- غوتس شبيلمان على موقع كينوبويسك (الروسية)